# Listă de arhimandriți români
Aceasta este o listă de arhimandriți români:
- Teofil Bădoi [1]
- Benedict Ghiuș - în 1943, a fost ales episcop de Hotin, dar factorul politic a invalidat actul bisericesc [2][3][4][5][6]
- Calinic Șerboianu [7]
- Chiriac Nicolau, Mănăstirea Neamț [8]
- Dionisie Udișteanu [9]
- Dometie Manolache a fost unul dintre cei mai iscusiți duhovnici ai Mănăstirii Râmeț [10][11][12][13][14][15][16]
- Epifanie Bulancea [17]
- Felix Dubneac [18][19]
- Gavriil Stoica [20]
- Gheorghe Avram (arhimandrit), starețul Mănăstirii "Nașterea Sfântului Ioan Botezătorul" de la Valea Mare [21]
- Grigore Halciuc [22]
- Grigorie Babus [23][24][25]
- Grigorie Georgescu [26]
- Ieronim Stoican [27]
- Ioanichie Grădinaru [28]
- Ioasaf Popa [29][30]
- Irinarh Rosetti [31]
- Irineu Cheorbeja, Mănăstirea Neamț [32]
- Modest Muraru [33][34]
- Partenie Apetrei [35][36]
- Roman Braga [18][37]
- Serafim Dabija [38][39]
- Serafim Man [40][41]
- Serafim Popescu [42]
- Timotei Aioanei
- Theofil Niculescu [43]
- Vasile Vasilache (arhimandrit) [44][45]
- Veniamin Nistor [46]
- Victorin Oanele [47]
- Zaharia Zaharou [48]

## Victime ale regimului comunist
- Vasile Vasilachi, vicar al Arhiepiscopiei Misionare Ortodoxe Romane din America [49][50][51][52]